# Lieselotte Feikes
Lieselotte Feikes (* 1923 in Viersen; † 29. Januar 2008) war eine deutsche Chemikerin. Sie ist bekannt für ihre Arbeiten in der Lederchemie und der Entwicklung von Abwasserbehandlungsverfahren.

## Leben
Ab 1943 studierte Feikes Chemie an der Universität Halle am Institut von Karl Ziegler und an der Universität Heidelberg. Sie promovierte 1953 in Heidelberg bei Margot Becke-Goehring. Ab 1953 arbeitete sie für die Carl Freudenberg Werke in Weinheim. Sie leitete 20 Jahre lang das Lederlabor und entwickelte Abwasserbehandlungsverfahren für Kläranlagen. Ab Anfang der 1970er Jahre war sie im Unternehmen für den Umweltschutz verantwortlich. Im Jahr 1983 schrieb sie das Buch Ökologische Probleme der Lederindustrie. Für ihre Verdienste um den Umweltschutz erhielt sie das Bundesverdienstkreuz der Bundesrepublik Deutschland.

## Ausgewählte Publikationen
- Lieselotte Feikes: Ökologische Probleme der Lederindustrie. Umschau Verlag, Frankfurt am Main 1983, ISBN 3-524-82009-3.
- Lieselotte Feikes: Über die Umsetzung zwischen Polythionat-Ionen und Schwefelwasserdampf. Dissertation Universität Heidelberg, 1953 (dnb.de).

## Preise
Sie erhielt die folgenden Preise:
- 1979 Jahrespreis des Vereins für Gerberei-Chemie[5]
- 1984 Ehrenmitglied des Vereins Österreichischer Ledertechniker[6]
- 1986 Verdienstorden der Bundesrepublik Deutschland[4]
- 1986 Arthur-Wilson-Gedächtnisvorlesung[7]